# Christiaan Izaäk Bolten
Christiaan Izaäk Bolten (Alkmaar, 14 mei 1801 - Den Haag, 2 november 1892), was een waterbouwkundig  ingenieur. Hij was de zoon van een vrederechter. Na zijn examen werd hij gelijk met L.J.A. van de Kun op 16 januari 1818 cadet van de Waterstaat bij de Aritllerie- en Genieschool in Delft. Beide begonnen gelijk in het tweede jaar, en zij konden al na 3 jaar opleiding de rang Ingenieur krijgen. In 1820 werd Bolten met vijf anderen op de werken gedetacheerd, maar de aanstelling tot de rang van elève-aspirant kregen zij eerst pas op 1 mei 1822. In 1824 werd hij aspirant Ingenieur, in 1825 Ingenieur 2e klasse en in 1840 Ingenieur 1e klasse.   
Vanaf 1820 was hij onder Jan Blanken werkzaam bij de werken bij Nieuwediep, en was werkzaam bij de aanleg van het Noordhollandsch Kanaal, waar hij heel veel praktische ervaring opdeed. Bovendien heeft hij zich in deze periode bijgeschoold op wiskundig gebied.   
Vanaf 1 mei 1829 werd hij provinciaal Ingenieur bij de provincie Friesland met standplaats Leeuwarden. Hier was hij in het bijzonder belast met de regeling van de vervening in de gemeenten Aengwirden, Schoterland, Haskerland en Opsterland, de vorming der slibfondsen en dergelijke. Vanaf 1 juni 1837 werd hij Rijksingenieur in Leeuwarden. Op 1 april 1849 werden de rijks- en provinciale diensten samengevoegd en werd hij arrondissement-ingenieur in de oostelijke helft van Friesland. Op 1 mei 1852 werd hij de hoofdingenieur van Friesland. Hij hield die functie tot zijn pensioen op 1 januari 1867. Hij is daarna naar Den Haag verhuisd.
Hij trouwde op 14 januari 1826 met Pieternella van Veen in Den Helder.
- Biografisch Portaal: 98039140
- Digitale Bibliotheek voor de Nederlandse Letteren: bolt008
- Virtual International Authority File: 287854911